# H.R. Giger
Hans Rudolf "Ruedi" Giger, född 5 februari 1940 i Chur, Graubünden, död 12 maj 2014 i Zürich, var en schweizisk konstnär. Han är mest känd för sin design av monstren i filmen Alien, för vilken han även tilldelades en Oscar 1980 i kategorin Bästa specialeffekter. Andra större verk Giger gjort är ett mickstativ till musikgruppen Korn, design till övriga Alienfilmerna, ett flertal omslag till cd-album bland annat till rockgruppen Danzig, samt mönster till Ibanezgitarrer.
Giger kombinerade skräck, popkonst, surrealism och science fiction. Även erotik och ockulta symboler ingick i hans bildskapande och hans stil och motiv kom att bli "biomekanisk" där kroppsdelar och mekanik blandades .

## Biografi
Giger började tidigt i sitt liv intressera sig för uttrycket i den konst han senare i livet skapat. Redan som litet barn kunde Giger leka i de mörkaste delarna av huset och var mycket fascinerad av flickor och döda saker. Som tonåring byggde han en skräcktunnel och dekorerade ett rum i källaren med samma tema. 
Gigers far Dr H.R Giger som var apotekare hade skelettdelar i sin affär vilket även bidrog till den unge Gigers intresse. När Giger växte upp började han på olika konstskolor och visste vad han ville göra. Trots att Giger vunnit en Oscar för bästa filmdesign var han inte särskilt namnkunnig. I filmen Alien designade Giger i princip allt som har med utomjordingarna att göra. 
Gigers stil i sitt övriga arbete är mycket densamma: död och skräck blandat med nakenhet och ofta bilder på könsorgan. Vissa gånger blev konsten så obscen att Gigers mor sa åt honom att ändra på bilderna vilket han även gjorde. Även mycket mekanik kan ses i hans bilder och det är sällan det är några större färgskalor med. I stort kan man klart se en gotisk och mycket surrealistisk stil. Giger var även vän med Salvador Dalí. Giger gav ytterst sällan intervjuer men av att titta på hans verk kan man lätt utskilja hans favoritmetoder vilket är akryl och airbrush.
Giger hade vid ett tillfälle blivit anklagad för att ha fotograferat sina verk i stället för att ha målat dem. En specialist fick undersöka verket och kom fram till att det var äkta målning och Gigers kommentar var ”var i denna värld skulle jag ha kunnat fotograferat något som detta”. Giger menade att inspirationen kom från bilder han fick i huvudet eller i drömmar, en form av exorcism.
Giger avled efter att ha ådragit sig skador vid ett fall.